# 2022年NBA總決賽
2022年NBA總決賽（2022 NBA finals）是2021–22 NBA賽季的冠軍系列賽，於2022年6月2日至6月19日進行，由西區第三種子金州勇士對戰東區第二種子波士頓塞爾提克，比賽採用七戰四勝制2-2-1-1-1的形式，常規賽賽績較佳的金州勇士有多一場主場優勢。
此次總決賽是繼2020年的洛杉磯湖人後，再度由重返季後賽並晉身總決賽的球隊（勇士）最終奪得NBA總冠軍；也是繼2011年的西南賽區亞軍達拉斯獨行俠後，再次出現晉身總決賽的分區冠軍未能奪得NBA總冠軍。

## 賽事看點
- 這次的對戰組合是繼1964年由比爾·羅素（Bill Russell）和約翰·哈維契克（John Havlicek）帶領下的綠衫軍以5戰擊敗威爾特·張伯倫（Wilt Chamberlain）領軍的舊金山勇士之後兩隊再度於總冠軍賽對決。[1]

- 而在更之前的費城勇士時期，曾3度在季後賽對上塞爾提克，3次交手均落敗。也就是說，勇士歷史上面對綠衫軍還沒有贏過一次系列賽，4次對戰下，塞爾提克握有16勝7敗的絕對優勢。

## 晉級總決賽之路
| 波士頓塞爾提克（東區聯盟冠軍）                                          | 波士頓塞爾提克（東區聯盟冠軍） | 賽事       | 金州勇士（西區聯盟冠軍）                                           | 金州勇士（西區聯盟冠軍） |
| ----------------------------------------------------------------------- | ------------------------------ | ---------- | ------------------------------------------------------------------ | ------------------------ |
| 51勝-31敗（勝率 .622） 大西洋賽區第一名，東區第二種子，全聯盟並列第六名 | 例行賽                         | 例行賽     | 53勝-29敗 (勝率 .646) 太平洋賽區第二名，西區第三種子，全聯盟第三名 |                          |
| 4-0擊敗第七種子布魯克林籃網                                             | 第一輪                         | 第一輪     | 4-1擊敗第六種子丹佛掘金                                            |                          |
| 4-3擊敗第三種子密尔沃基雄鹿                                             | 分區準決賽                     | 分區準決賽 | 4-2擊敗第二種子孟菲斯灰熊                                          |                          |
| 4-3擊敗第一種子迈阿密热火                                               | 分區決賽                       | 分區決賽   | 4-1擊敗第四種子达拉斯独行侠                                        |                          |

### 例行賽對戰
| 2021年12月18日 |

| 賽事回顧 |

| 金州勇士 111–107 波士顿塞爾提克 |

| 2022年3月17日 |

| 賽事回顧 |

| 波士顿塞爾提克 111–88 金州勇士 |

## 賽事簡表
| 賽事   | 日期    | 客隊           | 比數    | 主隊           |
| ------ | ------- | -------------- | ------- | -------------- |
| 第一場 | 6月2日  | 波士頓塞爾提克 | 120–108 | 金州勇士       |
| 第二場 | 6月5日  | 波士頓塞爾提克 | 88–107  | 金州勇士       |
| 第三場 | 6月8日  | 金州勇士       | 100–116 | 波士頓塞爾提克 |
| 第四場 | 6月10日 | 金州勇士       | 107–97  | 波士頓塞爾提克 |
| 第五場 | 6月13日 | 波士頓塞爾提克 | 94–104  | 金州勇士       |
| 第六場 | 6月16日 | 金州勇士       | 103–90  | 波士頓塞爾提克 |

## 比賽概要

### 第一場
| 6月2日 9:00a.m. (6:00p.m. PDT) |

| 比賽數據 |

| 波士頓塞爾提克 120–108 金州勇士                                |  |                                                                                        |
| 每節分數： 28–32、28–22、24–38、40–16                          |  |                                                                                        |
| 得分： 艾爾·霍福德 26 篮板： 杰倫·布朗 7 助攻： 傑森·塔圖姆 13 |  | 得分： 史蒂芬·柯瑞 34 篮板： 卓雷蒙·格林 11 助攻： 史蒂芬·柯瑞,卓雷蒙·格林,凱文·魯尼 5 |
| 塞爾提克取得系列賽1–0領先                                      |  |                                                                                        |

### 第二場
| 6月5日 8:00a.m. (5:00p.m. PDT ) |

| 比賽數據 |

| 波士頓塞爾提克 88–107 金州勇士                                    |  |                                                               |
| 每節分數： 30–31、20–21、14–35、24–20                             |  |                                                               |
| 得分： 傑森·塔圖姆 28 篮板： 艾爾·霍福德 8 助攻： 馬庫斯·史馬特 5 |  | 得分： 史蒂芬·柯瑞 29 篮板： 凱文·魯尼 7 助攻： 卓雷蒙·格林 7 |
| 系列賽1–1平手                                                     |  |                                                               |

### 第三場
| 6月9日 9:00am (8:00p.m. PDT ) |

| 比賽數據 |

| 金州勇士 100–116 波士頓塞爾提克                                        |  |                                                               |
| 每節分數： 22–33、34–35、33–25、11–23                                  |  |                                                               |
| 得分： 史蒂芬·柯瑞31 篮板： 安德魯·威金斯,凱文·魯尼7 助攻： 奧托·波特4 |  | 得分： 杰倫·布朗27 篮板： 羅伯特·威廉斯10 助攻： 傑森·塔圖姆9 |
| 塞爾提克取得系列賽2–1領先                                              |  |                                                               |

### 第四場
| 6月11日 9:00a.m. (8:00p.m. PDT ) |

| 比賽數據 |

| 金州勇士 107–97 波士頓塞爾提克                                  |  |                                                                 |
| 每節分數： 27–28、22–26、30–24、28-19                           |  |                                                                 |
| 得分： 史蒂芬·柯瑞43 篮板： 安德魯·威金斯16 助攻： 卓雷蒙·格林8 |  | 得分： 傑森·塔圖姆23 篮板： 羅伯特·威廉斯12 助攻： 傑森·塔圖姆6 |
| 系列賽2-2平手                                                   |  |                                                                 |

### 第五場
| 6月14日 9:00a.m. (8:00p.m. PDT ) |

| 比賽數據 |

| 波士頓塞爾提克 94–104 金州勇士                                            |  |                                                                    |
| 每節分數： 16–27、23–24、35–24、20–29                                     |  |                                                                    |
| 得分： 傑森·塔圖姆27 篮板： 傑森·塔圖姆10 助攻： 傑森·塔圖姆,艾爾·霍福德4 |  | 得分： 安德魯·威金斯26 篮板： 安德魯·威金斯13 助攻： 史蒂芬·柯瑞 8 |
| 勇士取得系列賽3–2聽牌                                                     |  |                                                                    |

### 第六場
| 6月17日 9:00a.m. (8:00p.m. PDT ) |

| 比賽數據 |

| 金州勇士 103–90 波士頓塞爾提克                                   |  |                                                                  |
| 每節分數： 27–22、27–17、22–27、27–24                            |  |                                                                  |
| 得分： 史蒂芬·柯瑞 34 篮板： 卓雷蒙·格林 12 助攻： 卓雷蒙·格林 8 |  | 得分： 杰倫·布朗 34 篮板： 艾爾·霍福德 14 助攻： 馬庫斯·史馬特 9 |
| 勇士4–2擊敗塞爾提克 奪得2022年NBA總冠軍                          |  |                                                                  |

## 外部連結
- 2022年NBA總決賽官方網站 （页面存档备份，存于）（英文）